# Brandon Burlsworth
Brandon Vaughn Burlsworth (* 20. September 1976 in Harrison, Arkansas; † 28. April 1999 in Alpena, Arkansas) war ein amerikanischer American-Football-Spieler. Er spielte von 1994 bis 1998 als Offensive Lineman für die Mannschaft der University of Arkansas und wurde im April 1999 von den Indianapolis Colts verpflichtet, starb jedoch vor Beginn seiner Profikarriere bei einem Verkehrsunfall. Nach ihm benannt ist die Burlsworth Trophy, die seit 2010 verliehen wird an den herausragendsten College-Football-Spieler, der wie Brandon Burlsworth seine Laufbahn als sogenannter Walk-on-Spieler ohne Sportstipendium begann.

## Leben
Brandon Burlsworth wurde 1976 in Harrison, Arkansas geboren, wo er auch die High School abschloss. Er begann 1994 ein Studium an der University of Arkansas, an der er 1997 einen Bachelor-Abschluss im Fach Marketing Management sowie im Dezember 1998 einen Master-Abschluss in Betriebswirtschaftslehre erhielt.
Während seines Studiums spielte er als Offensive Lineman für die Arkansas Razorbacks, das College-Football-Team der Universität. Zum Beginn seiner Karriere zählte er dabei zunächst zu den als Walk-ons bezeichneten Reservespielern ohne Sportstipendium. Er bekam jedoch später aufgrund seiner Leistungen ein Stipendium und gehörte ab 1996 in drei Spielzeiten und 34 aufeinanderfolgenden Spielen zur Startformation der Mannschaft. In seiner letzten Saison für die Arkansas Razorbacks wurde er darüber hinaus 1998 zum All American gewählt. Er war der erste Football-Spieler in der Geschichte der Universität, der vor seinem letzten Spiel neben einem Bachelor- auch einen Master-Abschluss erlangte.
Im April 1999 wurde er im Draft der National Football League (NFL) in der dritten Runde von den Indianapolis Colts ausgewählt. Elf Tage später, kurz nachdem er mit der Mannschaft erstmals an einem Trainingslager teilgenommen hatte, kam er bei einem Verkehrsunfall auf dem Highway 412 in der Nähe von Alpena, Arkansas ums Leben.

## Gedenken
In Erinnerung an Brandon Burlsworth verleiht die University of Arkansas seit 1999 unter der Bezeichnung Brandon Burlsworth Memorial Scholarships jährlich 18 Stipendien in Höhe von je 5.000 US-Dollar an Studenten mit herausragenden Studienleistungen sowie ein Sportstipendium in Höhe von 10.000 US-Dollar an den besten Walk-on-Spieler des Footballteams. Der Rotary Club von Springdale, Arkansas stiftete 2010 die Burlsworth Trophy für den besten College-Football-Spieler, der seine Karriere als Walk-on begann.
Brandon Burlsworths Rückennummer 77 wird bei den Arkansas Razorbacks nicht mehr vergeben. Die Indianapolis Colts spielten in der Saison 1999 mit seinem Initialen „BB“ auf den Helmen aller Spieler. 2002 wurde er postum in die Arkansas Sports Hall of Fame aufgenommen, im März 2011 wurde er erstmals für die Aufnahme in die College Football Hall of Fame nominiert.
Im Jahr 2001 erschien unter dem Titel „Through the Eyes of a Champion - The Brandon Burlsworth Story“ ein Buch über das Leben von Brandon Burlsworth. Eine Verfilmung seiner Lebensgeschichte kam im August 2016 unter dem Titel „Greater“ in den Vereinigten Staaten in die Kinos.